# Ryuthela
Ryuthela is een geslacht van spinnen uit de familie Liphistiidae.

## Soorten
Het geslacht omvat volgende soorten:
- Ryuthela iheyana Ono, 2002
- Ryuthela ishigakiensis Haupt, 1983
- Ryuthela nishihirai (Haupt, 1979)
- Ryuthela owadai Ono, 1997
- Ryuthela sasakii Ono, 1997
- Ryuthela secundaria Ono, 1997
- Ryuthela tanikawai Ono, 1997